# Associazione Calcio Napoli 1942-1943
Questa voce raccoglie le informazioni riguardanti l'Associazione Calcio Napoli nelle competizioni ufficiali della stagione 1942-1943.

## Stagione
Al debutto in Serie B dopo la retrocessione, al Napoli non è riuscito di conquistare la promozione in Serie A, chiudendo il campionato di guerra 1942-1943, 14° campionato cadetto, al terzo posto con 41 punti, dietro alle promosse Modena e Brescia, concluso con la decisiva sconfitta interna (0-1) proprio contro i canarini modenesi. In ogni caso nel luglio 1943 la FIGC ha annunciato l'ammissione del Napoli al campionato misto Serie A-B a tre gironi, che avrebbe dovuto disputarsi nella stagione 1943-1944 ma che non si è potuto giocare per l'acuirsi degli eventi bellici. Il campo di gioco napoletano di questa stagione è stato lo Stadio Partenopeo, distrutto dai bombardamenti ai primi di dicembre del 1942. La squadra dovette dunque disputare le restanti partite interne allo Stadio del Littorio.
Il tecnico partenopeo di questa stagione è Antonio Vojak nel girone di andata e Paolo Innocenti nel girone di ritorno. Il miglior marcatore di stagione è stato Vinicio Viani autore di 16 reti in campionato ed una rete in Coppa Italia, torneo dove il Napoli è stato eliminato nel primo turno perdendo (1-2) con la Lazio. Al termine della stagione il Napoli si è sciolto. Nel 1944 sono nate due nuove società: la Società Sportiva Napoli a maggio 1944, e la Società Polisportiva Napoli  nel giugno 1944.

## Divise
| Prima divisa | Divisa portiere |

## Rosa
| N. |                   | Ruolo | Calciatore            |
| -- | ----------------- | ----- | --------------------- |
| 1  | Italia (bandiera) | P     | Arnaldo Sentimenti () |
|    | Italia (bandiera) | D     | Bruno Berra           |
|    | Italia (bandiera) | D     | Aldo Fabbro           |
|    | Italia (bandiera) | D     | Bruno Gramaglia       |
|    | Italia (bandiera) | D     | Gino Manni            |
|    | Italia (bandiera) | D     | Luigi Milano          |
|    | Italia (bandiera) | D     | Mario Pretto          |
|    | Italia (bandiera) | D     | Silverio Tricoli      |
|    | Italia (bandiera) | C     | Umberto Busani        |

| N. |                   | Ruolo | Calciatore         |
| -- | ----------------- | ----- | ------------------ |
|    | Italia (bandiera) | C     | Carlo Kaffenigg    |
|    | Italia (bandiera) | C     | Egidio Di Costanzo |
|    | Italia (bandiera) | C     | Luigi Ganelli      |
|    | Italia (bandiera) | C     | Andrea Verrina     |
|    | Italia (bandiera) | A     | Pietro Arcari      |
|    | Italia (bandiera) | A     | Giuseppe Cadregari |
|    | Italia (bandiera) | A     | Umberto Menti      |
|    | Italia (bandiera) | A     | Giovanni Venditto  |
|    | Italia (bandiera) | A     | Vinicio Viani      |

## Calciomercato
| Acquisti | Acquisti   | Acquisti  | Acquisti      |
| R.       | Nome       | da        | Modalità      |
| -------- | ---------- | --------- | ------------- |
|          | Arcari III | Cremonese | definitivo    |
|          | Caffeni    | Fanfulla  | definitivo    |
|          | Ganelli    | Torino    | definitivo    |
|          | Pipan      | Stabia    | fine prestito |
|          | Viani      | Livorno   | definitivo    |

| Cessioni | Cessioni         | Cessioni | Cessioni      |
| R.       | Nome             | a        | Modalità      |
| -------- | ---------------- | -------- | ------------- |
|          | Evaristo Barrera | Lazio    | fine prestito |
|          | Blason           | Roma     | definitivo    |
|          | Capolino         | Stabia   | definitivo    |
|          | Cassano          | Torino   | definitivo    |
|          | Dugini           | Palermo  | definitivo    |
|          | Paoletti         | Savona   | definitivo    |
|          | Pastore          | Stabia   | definitivo    |
|          | Solbiati         | ritirato | definitivo    |

## Risultati

### Serie B

#### Girone di andata
| Arbitro: | Colonna (Bari) |

|                            |           |                      |
| Viani 14’ Verrina 16’, 17’ | Marcatori | 44’ Polak 84’ Civili |

| Alessandria 11 ottobre 1942 2ª giornata | Alessandria          | 0 – 0 referto | Napoli | Campo del Littorio\| Arbitro: \| Di Pasquale (Milano) \| |
| Arbitro:                                | Di Pasquale (Milano) |               |        |                                                          |

| Arbitro: | Poggipollini (Ferrara) |

|                                      |           |           |
| Cadregari 13’ Verrina 70’ Fabbro 80’ | Marcatori | 30’ Bazan |

| Novara 25 ottobre 1942 4ª giornata | Novara           | 0 – 0 referto | Napoli | Stadio del Littorio\| Arbitro: \| Tassini (Verona) \| |
| Arbitro:                           | Tassini (Verona) |               |        |                                                       |

| Arbitro: | Scotti (Taranto) |

|                      |           |               |
| Viani 2’ Ganelli 24’ | Marcatori | 75’ Bandirali |

| Arbitro: | Zambotto (Padova) |

|            |           |            |
| Colombi 6’ | Marcatori | 62’ Busani |

| Arbitro: | Curradi (Firenze) |

|                                                |           |  |
| Cadregari 15’, 19’, 77’ Viani 28’ Venditto 42’ | Marcatori |  |

| Arbitro: | Donati (Milano) |

|                                |           |  |
| Paolini 28’ (rig.) Ciferri 73’ | Marcatori |  |

| Napoli 29 novembre 1942 9ª giornata | Napoli           | 0 – 0 referto | Padova | Stadio Partenopeo\| Arbitro: \| Dellarole (Roma) \| |
| Arbitro:                            | Dellarole (Roma) |               |        |                                                     |

| Arbitro: | Dellarole (Roma) |

|                                              |           |            |
| Lanciaprima 10’ Tontodonati 21’ Creziato 78’ | Marcatori | 50’ Busani |

| Arbitro: | Dattilo (Roma) |

|          |           |                           |
| Viani 8’ | Marcatori | 63’ Carapellese 85’ Costa |

| Arbitro: | Canavesio (Torino) |

|  |           |           |
|  | Marcatori | 27’ Viani |

| Arbitro: | Camiolo (Milano) |

|           |           |  |
| Viani 71’ | Marcatori |  |

| Arbitro: | Bellè (Venezia) |

|              |           |  |
| Galletti 47’ | Marcatori |  |

| Arbitro: | Biancone (Roma) |

|                           |           |                |
| Cadregari 45+1’ Viani 80’ | Marcatori | 78’ I. Rebuzzi |

| Arbitro: | Scotti (Taranto) |

|                  |           |             |
| Verrina 63’, 78’ | Marcatori | 9’ Cozzarin |

| Arbitro: | Silvano (Torino) |

|                                      |           |  |
| Remondini 47’ (rig.) Eliani 73’, 90’ | Marcatori |  |

#### Girone di ritorno
| Arbitro: | Nerozzi (Verona) |

|  |           |                          |
|  | Marcatori | 18’ Busoni 26’ Cadregari |

| Arbitro: | Colonna (Bari) |

|                      |           |             |
| Viani 7’, 12’ (rig.) | Marcatori | 38’ Lacelli |

| Palermo 14 febbraio 1943 20ª giornata | Palermo-Juventina | – | Napoli | Stadio Michele Marrone |

| Arbitro: | Altomare (Taranto) |

|                                |           |             |
| Cadregari 4’ Fabbro 34’ (rig.) | Marcatori | 8’ Battioni |

| Lodi 28 febbraio 1943 22ª giornata | Fanfulla         | 0 – 0 | Napoli | Stadio Dossenina\| Arbitro: \| Dellarole (Roma) \| |
| Arbitro:                           | Dellarole (Roma) |       |        |                                                    |

| Arbitro: | Pizziolo (Firenze) |

|                           |           |  |
| Viani 69’, 83’ Milano 89’ | Marcatori |  |

| Roma 13 marzo 1943 24ª giornata | MATER            | 0 – 0 | Napoli | Motovelodromo Appio\| Arbitro: \| Scotti (Taranto) \| |
| Arbitro:                        | Scotti (Taranto) |       |        |                                                       |

| Arbitro: | Galeati (Bologna) |

|                      |           |            |
| Cadregari 39’ (rig.) | Marcatori | 55’ Barbon |

| Arbitro: | Camiolo (Roma) |

|                      |           |                 |
| Formentin 63’ (rig.) | Marcatori | 30’, 71’ Busani |

| Arbitro: | Malingher (Roma) |

|                                             |           |  |
| Cadregari 38’ Venditto Busani 80’ Viani 85’ | Marcatori |  |

| La Spezia 11 aprile 1943 28ª giornata | Spezia          | 0 – 0 referto | Napoli | Stadio Alberto Picco\| Arbitro: \| Biancone (Roma) \| |
| Arbitro:                              | Biancone (Roma) |               |        |                                                       |

| Arbitro: | Scotto (Savona) |

|                          |           |  |
| Busani 48’ Cadregari 77’ | Marcatori |  |

| Arbitro: | Tonnetti (Roma) |

|                           |           |                                    |
| E. Conti 3’ Trevisani 65’ | Marcatori | 2’, 28’ Busani 15’, 21’, 90’ Viani |

| Arbitro: | Cristantiello (Bari) |

|                                     |           |                |
| Cadregari 17’, 53’ (rig.) Viani 45’ | Marcatori | 46’ Petruzzini |

| Arbitro: | Scorzoni (Bologna) |

|              |           |  |
| Romanini 51’ | Marcatori |  |

| Arbitro: | Biancone (Roma) |

|               |           |            |
| D'Odorico 18’ | Marcatori | 33’ Busani |

| Arbitro: | Biancone (Roma) |

|  |           |            |
|  | Marcatori | 90’ Eliani |

### Coppa Italia
| Arbitro: | Bernardi (Bologna) |

|                  |           |                           |
| Viani 57’ (rig.) | Marcatori | 10’ Koenig 89’ Puccinelli |

## Statistiche

### Statistiche di squadra
| Competizione | Punti | In casa | In casa | In casa | In casa | In casa | In casa | In trasferta | In trasferta | In trasferta | In trasferta | In trasferta | In trasferta | Totale | Totale | Totale | Totale | Totale | Totale | DR  |
| Competizione | Punti | G       | V       | N       | P       | Gf      | Gs      | G            | V            | N            | P            | Gf           | Gs           | G      | V      | N      | P      | Gf     | Gs     | DR  |
| ------------ | ----- | ------- | ------- | ------- | ------- | ------- | ------- | ------------ | ------------ | ------------ | ------------ | ------------ | ------------ | ------ | ------ | ------ | ------ | ------ | ------ | --- |
| Serie B      | 41    | 16      | 12      | 2       | 2       | 32      | 12      | 16           | 4            | 7            | 5            | 14           | 15           | 32     | 16     | 9      | 7      | 46     | 27     | +19 |
| Coppa Italia |       | 1       | 0       | 0       | 1       | 1       | 2       | -            | -            | -            | -            | -            | -            | 1      | 0      | 0      | 1      | 1      | 2      | -1  |
| Totale       |       | 17      | 12      | 2       | 3       | 33      | 14      | 16           | 4            | 7            | 5            | 14           | 15           | 33     | 16     | 9      | 8      | 47     | 29     | +18 |

### Statistiche dei giocatori
| Giocatore     | Serie B  | Serie B | Coppa Italia | Coppa Italia | Totale   | Totale |
| Giocatore     | Presenze | Reti    | Presenze     | Reti         | Presenze | Reti   |
| ------------- | -------- | ------- | ------------ | ------------ | -------- | ------ |
| P. Arcari     | 6        | 0       | -            | -            | 6        | 0      |
| B. Berra      | 21       | 0       | 1            | 0            | 22       | 0      |
| U. Busani     | 32       | 10      | 1            | 0            | 33       | 10     |
| G. Cadregari  | 30       | 11      | 1            | 0            | 31       | 11     |
| C. Caffeni    | 2        | 0       | -            | -            | 2        | 0      |
| A. Fabbro     | 25       | 1       | 1            | 0            | 26       | 1      |
| L. Ganelli    | 7        | 1       | 1            | 0            | 8        | 1      |
| B. Gramaglia  | 32       | 0       | 1            | 0            | 33       | 0      |
| G. Manni      | 6        | 0       | -            | -            | 6        | 0      |
| L. Milano     | 31       | 1       | 1            | 0            | 32       | 1      |
| U. Menti      | 2        | 0       | -            | -            | 2        | 0      |
| M. Pretto     | 31       | 0       | 1            | 0            | 32       | 0      |
| A. Sentimenti | 32       | -27     | 1            | -2           | 33       | -29    |
| S. Tricoli    | 10       | 0       | -            | -            | 10       | 0      |
| G. Venditto   | 23       | 2       | 1            | 0            | 24       | 2      |
| A. Verrina    | 31       | 4       | -            | -            | 31       | 4      |
| V. Viani      | 31       | 16      | 1            | 1            | 32       | 17     |